# شعر ترفيهي
الشعر الترفيهي هو الشعر الذي يحاول أن يكون فكاهيًا. يغلب أن تكون القصائد الترفيهية مختصرة، ويمكن أن تكون حول موضوع تافه أو جدي، وغالبًا ما تتميز بالتلاعب بالألفاظ بما في ذلك الجناس ، والقافية المغامرة والسجع الابتدائي الثقيل. عادةً ما يكون الشعر الترفيهي في اللغة الإنجليزية هو الشعر الرسمي، على الرغم من أن بعض شعراء الشعر الحر قد برعوا في الشعر الترفيهي خارج تقليد الشعر الرسمي.